# The Relic
The Relic és una pel·lícula estatunidenca fantàstica dirigida l'any 1997 per Peter Hyams. Ha estat doblada al català.
Es tracta d'una adaptació lliure de la novel·la homònima de Douglas Preston i Lincoln Child, primera part de les aventures de l'inspector Pendergast, apareguda l'any 1995.

## Argument
L'antropòleg James Whitney envia al Museu Field d'Història Natural de Chicago dues caixes procedents del Brasil, contenint una estatueta de pedra així com plantes recobertes d'ous vermells d'una espècie desconeguda. Poc després, el tinent Vincent De Agosta investiga sobre la mort de la tripulació del vaixell que transportava aquestes caixes. Aviat, són perpetrats uns homicidis al mateix Museu que es prepara per acollir una exposició sobre el tema de la superstició. L'assassí sembla emportar-se l'hipotàlem de les seves víctimes, per alimentar-se. De Agosta troba la biòloga Margo Green, que descobreix un enllaç entre els morts i les misterioses plantes enviades des del Brasil. Però mentre l'exposició bat el seu record, l'assassí ataca de nou.

## Repartiment
- Penelope Ann Miller: Dr. Margo Green
- Tom Sizemore: Tinent Vincent De Agosta
- Linda Hunt: Dr. Ann Cuthbert
- James Whitmore: Dr. Albert Frock
- Clayton Rohner: Detectiu Hollingsworth
- Chi Moui Lo: Dr. Greg Lee
- Thomas Ryan: Tom Parkinson
- Robert Lesser: L'alcalde Robert Owen
- Francis X. McCarthy: Mr. Blaisedale
- Constance Towers: Mrs. Blaisedale
- John Kapelos: McNully
- Don Harvey: Spota
- Dave Graubart: Eugene
- Eddie Jemison: Treballador del museu

## Al voltant de la pel·lícula
- Relic està basada lliurement en el primer tom de les aventures de l'inspector del FBI Pendergast, de Douglas Preston i Lincoln Child. Destacar tanmateix moltes diferències entre el film i la novel·la: l'absència mateixa dels personatges de Pendergast i del periodista Bill Smithback; el científic Greg Kawakita fama Lee; on encara el lloc de l'acció que se situa a Chicago i no a Nova York.
- El film havia de sortir l'agost de 1996 però els treballs sobre els efectes especials han fet retardar l'estrena fins al gener de 1997.
- La criatura de Relic, creada per Stan Winston (1946-2008), ja oscaritzat per Aliens o Parc Juràssic, es present primerament sota la forma d'una llarga i pesada combinació constant per una armadura metàl·lica, després la seva representació infogràfica va permetre als enginyers de crear els moviments de la criatura.[3]
- Es no percep verdaderament la criatura Kothoga fins a la segona part del film perquè el seu creador, Stan Winston, no l'ha va completar a temps per les primeres escenes visuals. Això va ser una de les raons del retard de la sortida del film.[3]
- Harrison Ford inicialment havia de fer el paper de Vincent de Agosta, que va ser finalment donat a Tom Sizemore.[3]
- Les escenes exteriors del Museu d'Història natural de Chicago van ser rodades al mateix lloc. Per contra, les escenes interiors van ser rodades en un estudi de Hollywood.

## Crítica
- "Entretinguda barreja de terror i cinema catastrofista. Els efectes especials juguen una basa fonamental"[4]
- "Enèrgica, divertida, clàssica i un gran monstre"[5]
- "Un encert de Peter Hyams, que sap crear tensió en tancar en un museu a un grup de visitants amb una terrorífica criatura"[6]